# 스타디오 디에고 아르만도 마라도나
스타디오 디에고 아르만도 마라도나(이탈리아어: Stadio Diego Armando Maradona)는 이탈리아 캄파니아주 나폴리에 위치한 다목적 경기장으로, 세리에 A 클럽인 SSC 나폴리의 홈 구장으로 사용되고 있다. 주세페 메아차 경기장, 로마 올림피코 경기장 다음으로 이탈리아에서 3번째로 큰 경기장이다.

## 명칭
원래 명칭은 스타디오 산 파올로'(Stadio San Paolo)였다. 경기장 이름을 나폴리에 두 차례 리그 우승컵을 가져다 준 아르헨티나의 축구 스타인 디에고 마라도나로 바꾸려 했지만, 살아있는 사람의 이름은 지명에 사용해서는 안된다는 이탈리아 실정법 탓에 무산되었다.
마라도나가 2020년 11월 25일에 사망하자 SSC 나폴리 구단은 홈 구장 "스타디오 산 파올로"의 명칭을 마라도나를 기리기 위해 스타디오 디에고 아르만도 마라도나(Stadio Diego Armando Maradona)로 명칭 변경을 의결하였고, 2020년 12월 4일 명칭 변경이 승인되었다.

## 역사
1959년에 개장했으며 1989년 대규모 보수 공사가 진행되었다. 1990년 FIFA 월드컵 기간 동안 이탈리아와 아르헨티나의 준결승전 경기 등 총 4경기가 이 곳에서 개최되었다. 2019년 하계 유니버시아드의 개·폐회식장으로 쓰였다,

## 갤러리

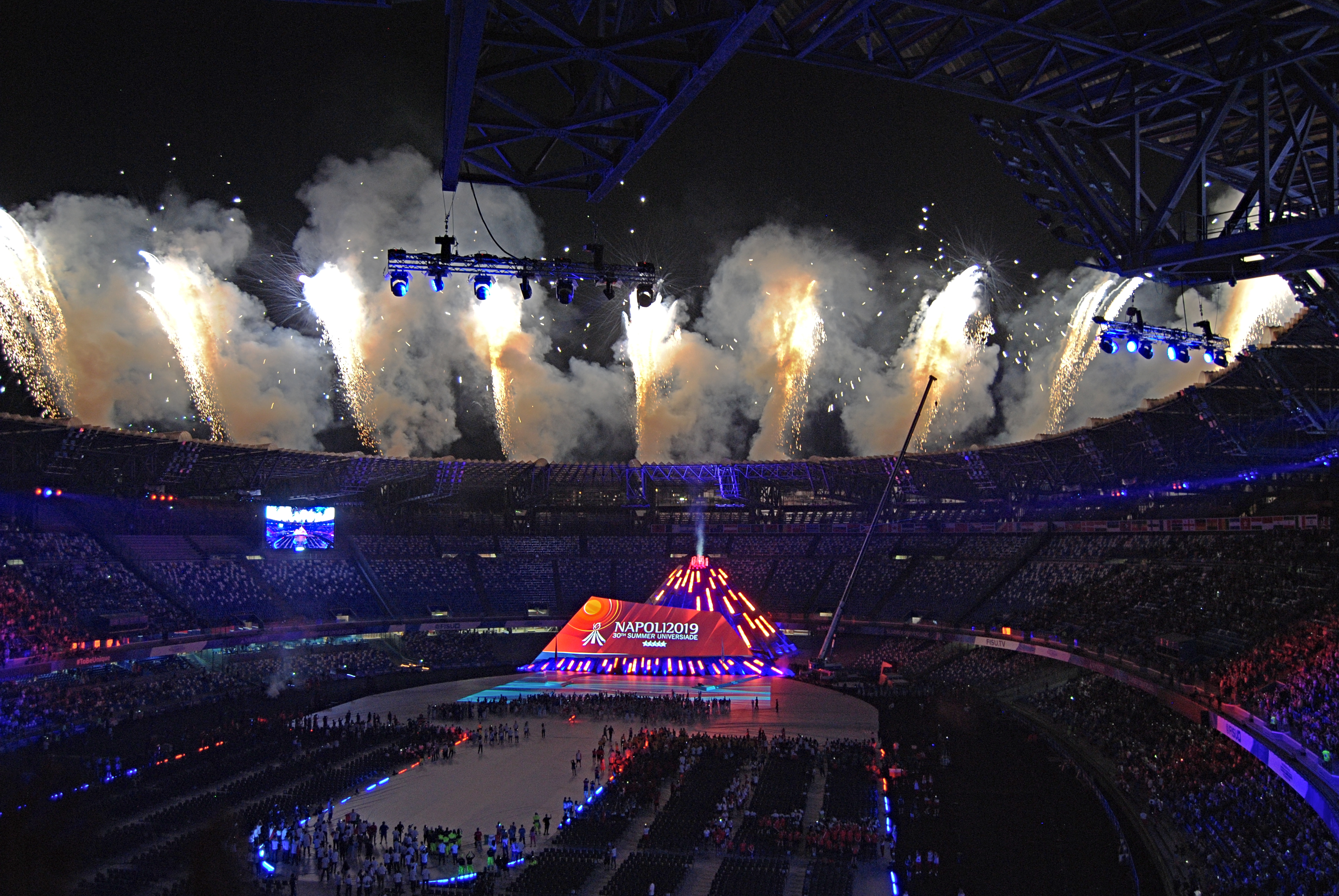
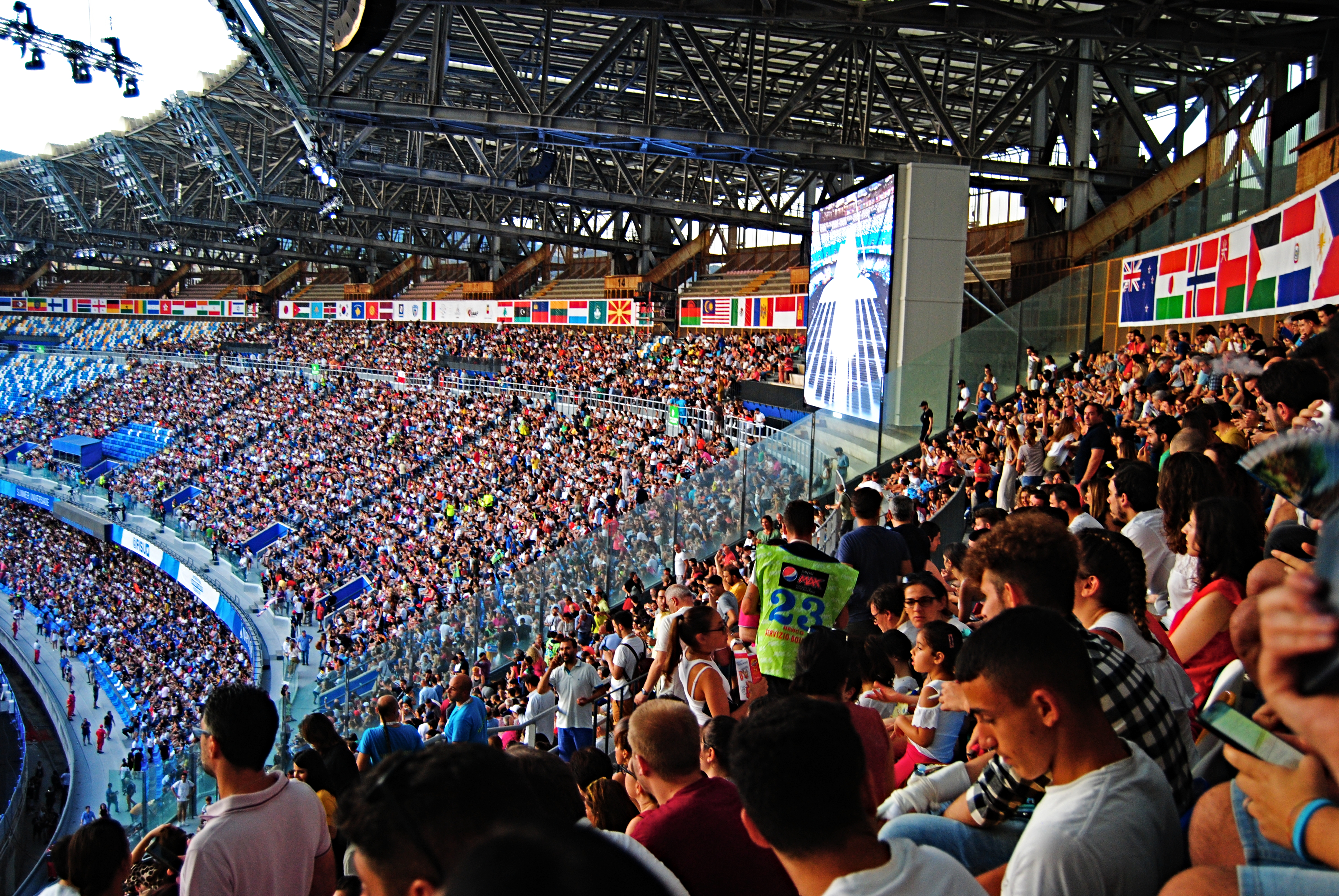
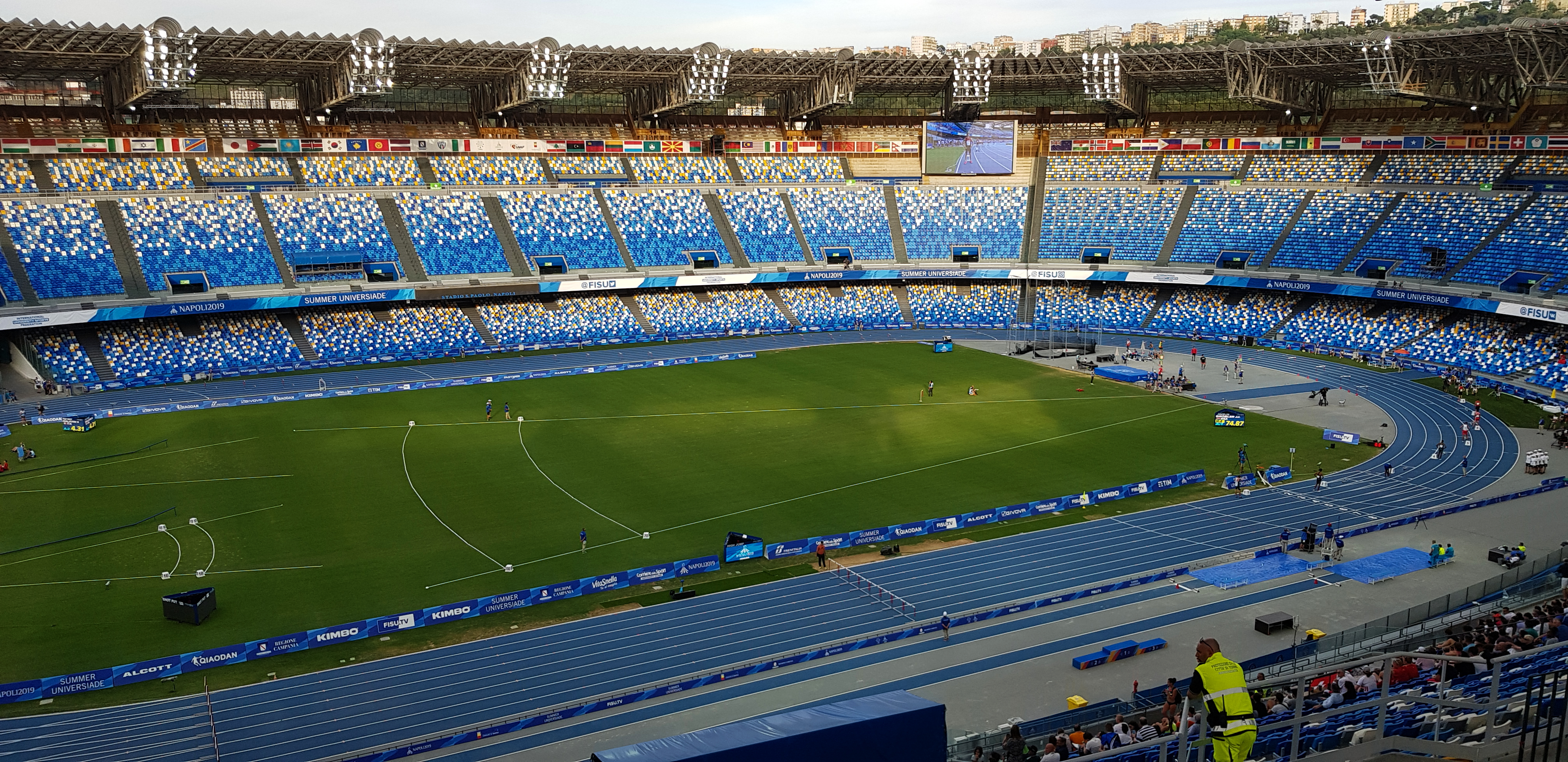
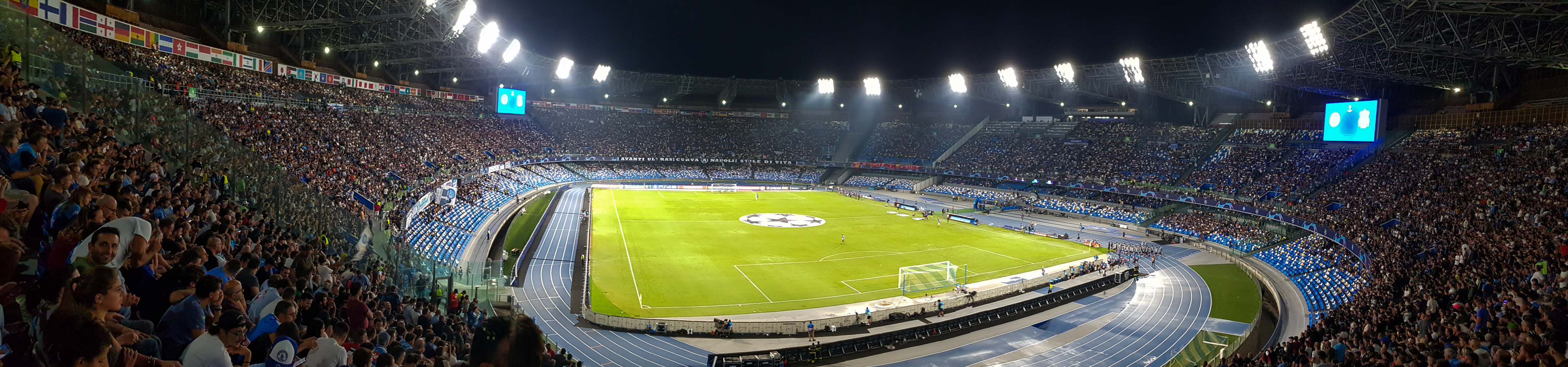